# Art Nouveau a Riga

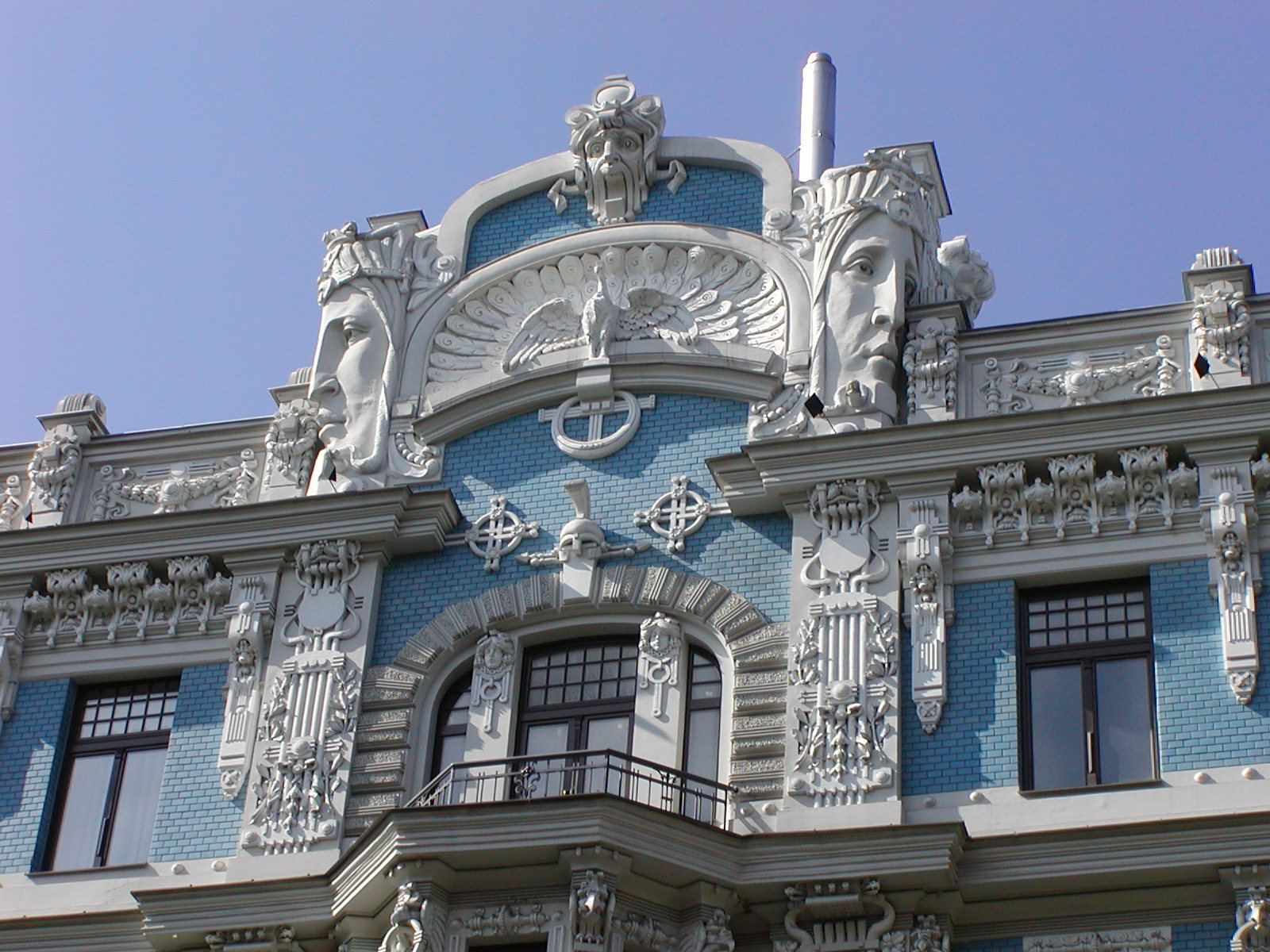
Dettaglio della casa di Elizabetes iela 10b.

La città di Riga vanta una notevole quantità di edifici in stile Art Nouveau, che furono eretti nel periodo tra la fine del XIX secolo ed il 1914 principalmente ad opera del celebre architetto Michail Osipovič Ėjzenštejn (1867-1921). Tali edifici, che sono concentrati in un quartiere ben definito della città moderna, sono stati dichiarati nel 1997 - unitamente al centro storico di Riga - Patrimonio Mondiale dell'Umanità da parte dell'UNESCO.

## L'arrivo dell'Art Nouveaua Riga
L'Art Nouveau si impose in Lettonia (allora parte dell'Impero russo) con un certo ritardo rispetto ad altre città europee come Parigi, Londra, Vienna, Torino o Milano ma non per questo con meno vigore. In seguito all'abbattimento della cinta di mura medioevale e dei prospicienti sobborghi costituiti da case di legno, l'intera area a nordest del centro storico divenne il gigantesco cantiere della nuova Riga, in cui dozzine di architetti locali contribuirono a creare un armonioso quanto variato susseguirsi di elaborate facciate.

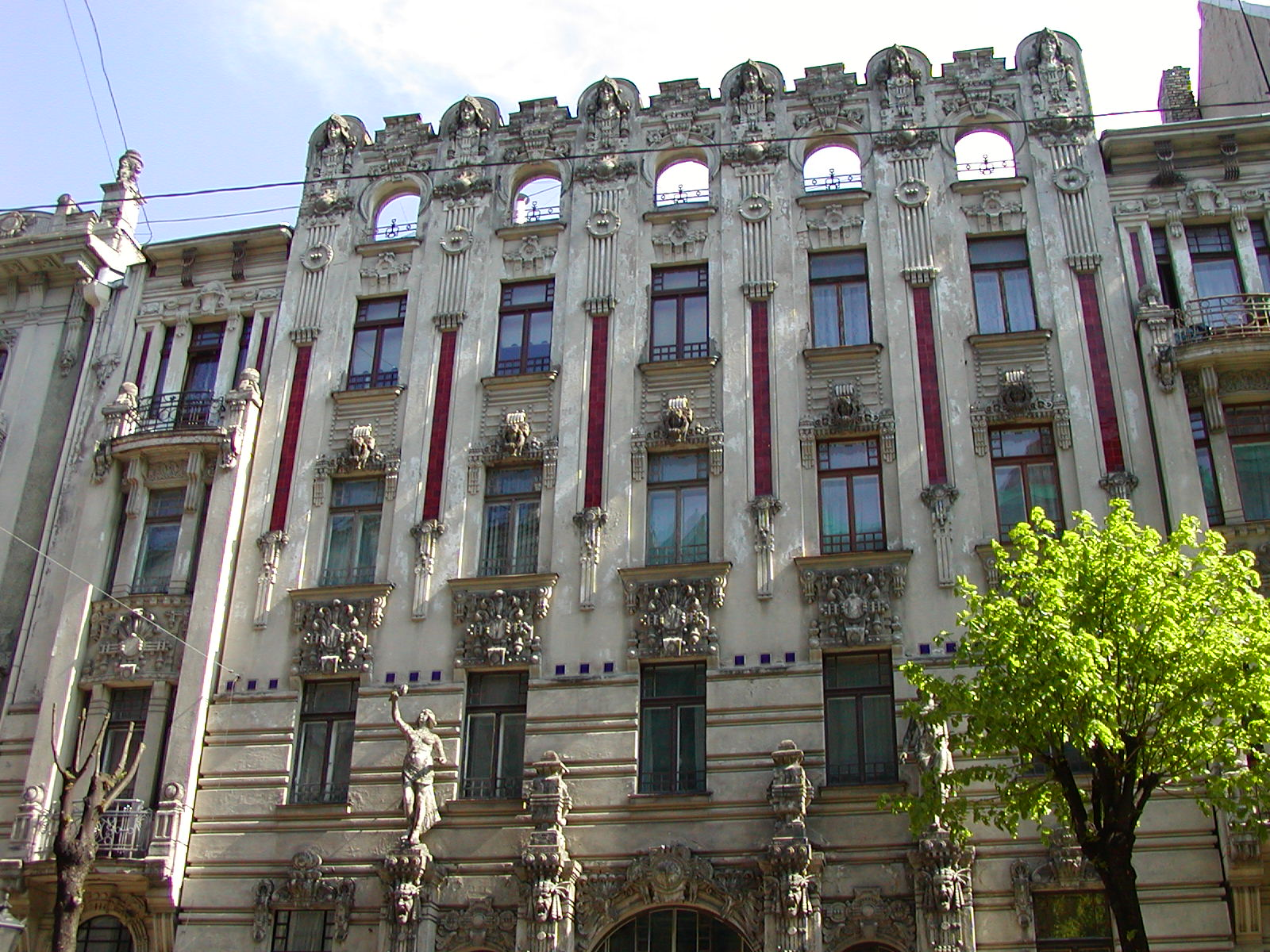
Alberta iela 2a

L'Art Nouveau righese presenta i tratti comuni a tutti i movimenti contemporanei dell'epoca, ma in particolare dello Jugendstil tedesco, della Secession austriaca e dell'architettura finno-baltica, fondendoli armoniosamente con le chiare tonalità cromatiche locali. In particolare domina la combinazione di azzurro e bianco, che è anche quella preferita dal principale esponente dell'Art Nouveau righese, l'architetto Ejzenštejn.
Se i primi edifici righesi Art Nouveau risalgono solamente al 1899, già nel 1901, in seguito ad una grande fiera modellata sull'Esposizione Universale di Parigi dell'anno precedente, il nuovo stile si era imposto definitivamente in città.

### Alberta iela
La via principale lungo la quale si snodano gli edifici dell'Art Nouveau lettone è "Alberta iela" (in tedesco Albertstraße), situata al centro di una tranquilla ed elegante zona residenziale creata dal nulla al principio del XX secolo e che oggi ospita molte ambasciate.
Tra gli edifici di maggior spicco, il palazzo di Alberta iela 2a è un'efficace fusione di neoclassicismo, Art Nouveau e richiami all'Antico Egitto. Notevoli sono la facciata traforata in cima e le due grosse sfingi che vigilano di fronte all'ingresso. Il palazzo fu realizzato nel 1906 su progetto di Ejzenštejn.

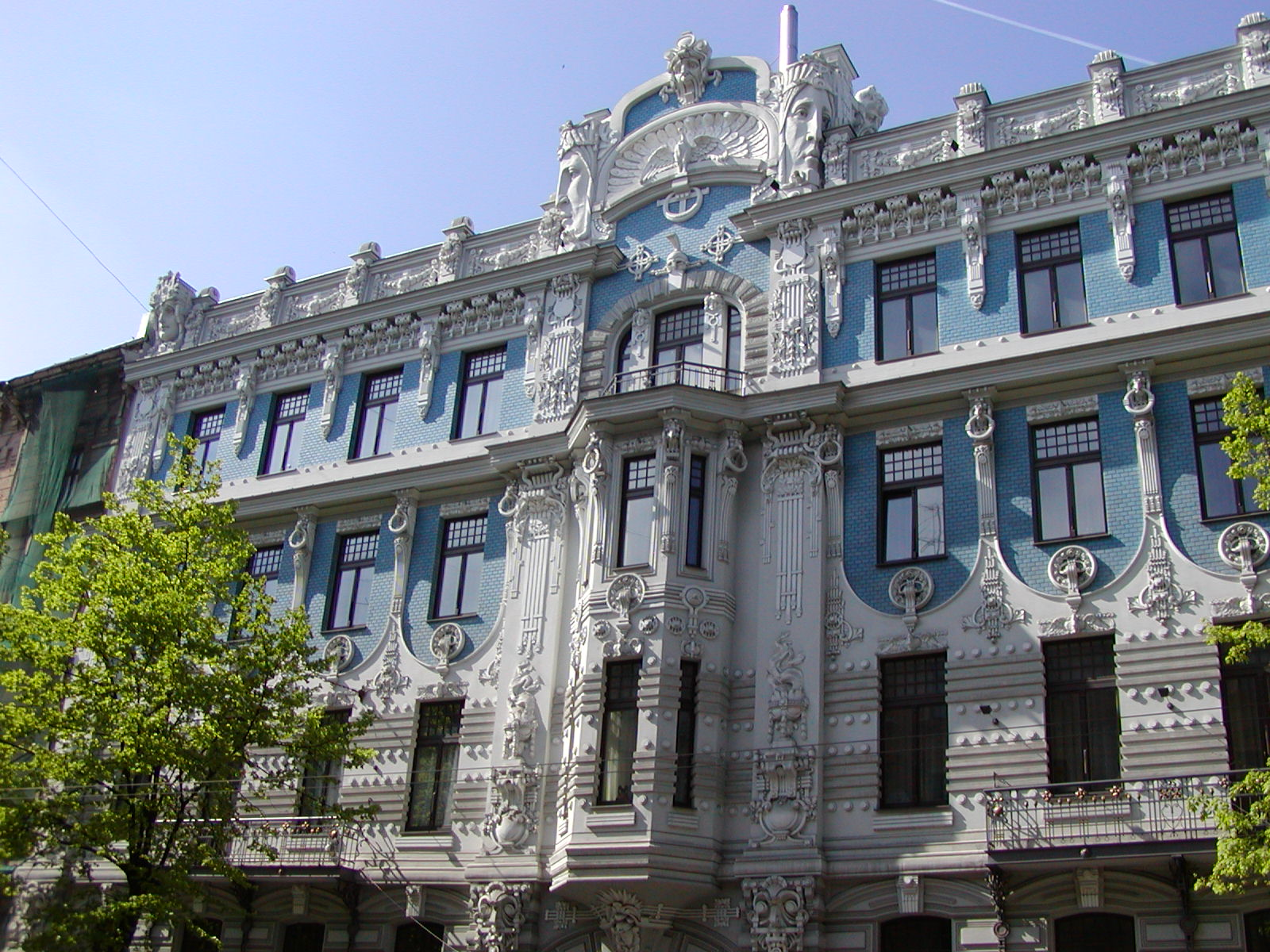
Elizabetes iela 10b.

### Elizabetes iela
"Elizabetes iela" (in tedesco Elisabethstraße) fiancheggia invece in parte un vasto parco ed è la via in cui si trova, al numero 10b, il più celebre palazzo Art Nouveau di tutta Riga. Costruito nel 1903 su disegno dell'immancabile Ejzenštejn, raggruppa tutte le caratteristiche del particolare Jugendstil eclettico righese, a cominciare dall'accostamento di colori azzurro-bianco, dalle figure mitologiche (mascheroni con teste di Medusa) e dalla profusione di aquile, ghirlande ed elmi.

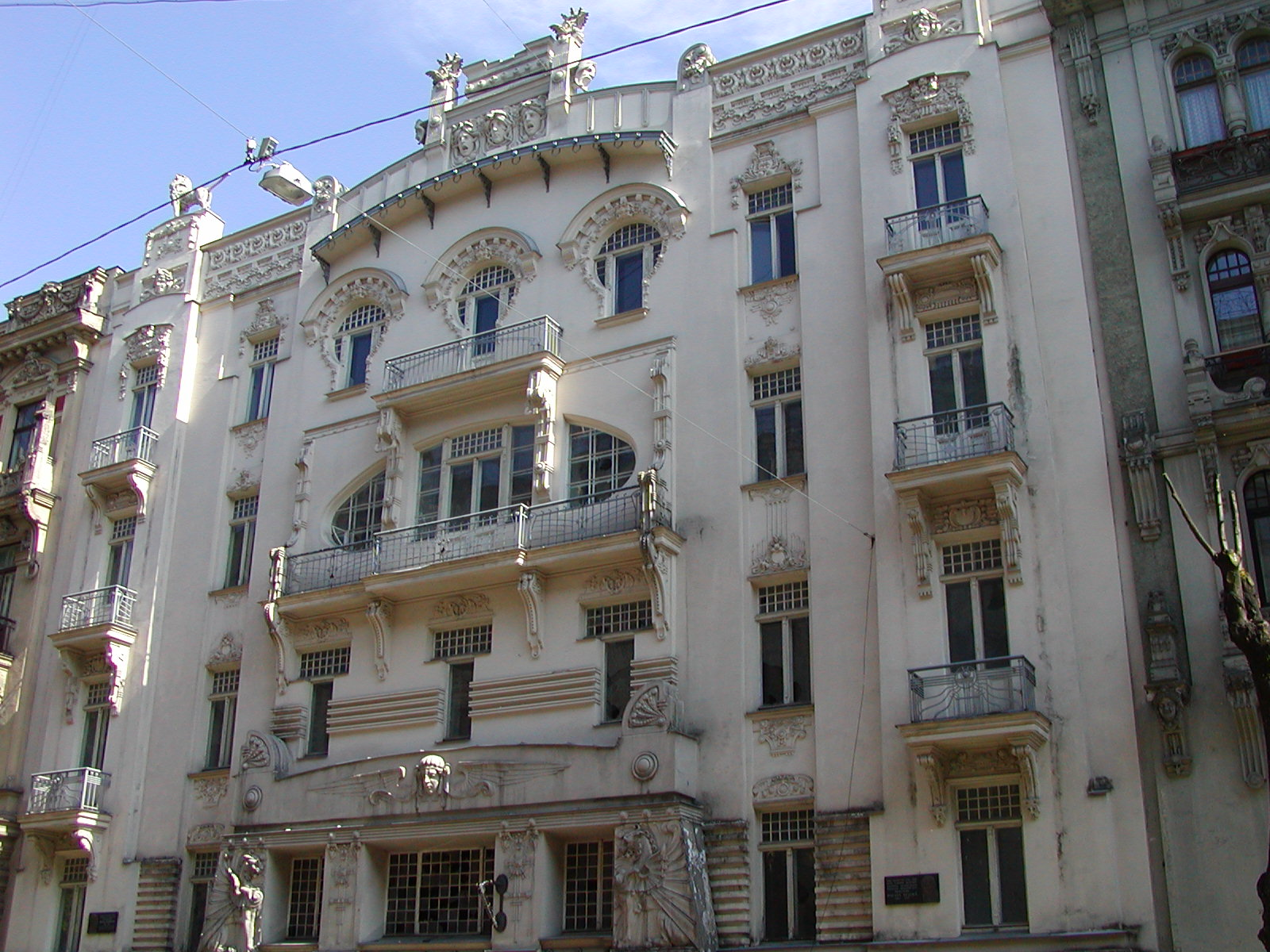
Alberta iela 4.
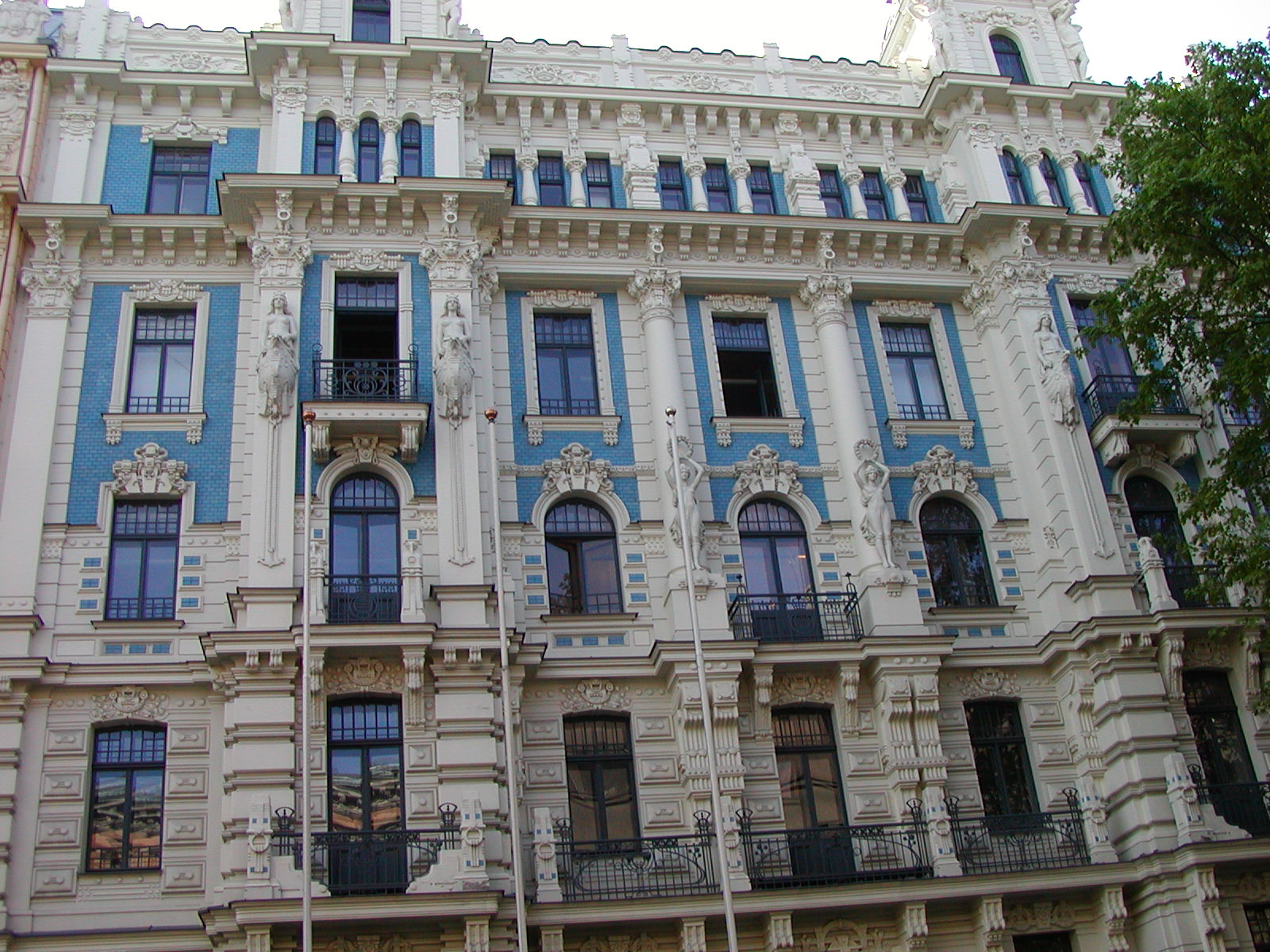
Strelnieku iela 4.
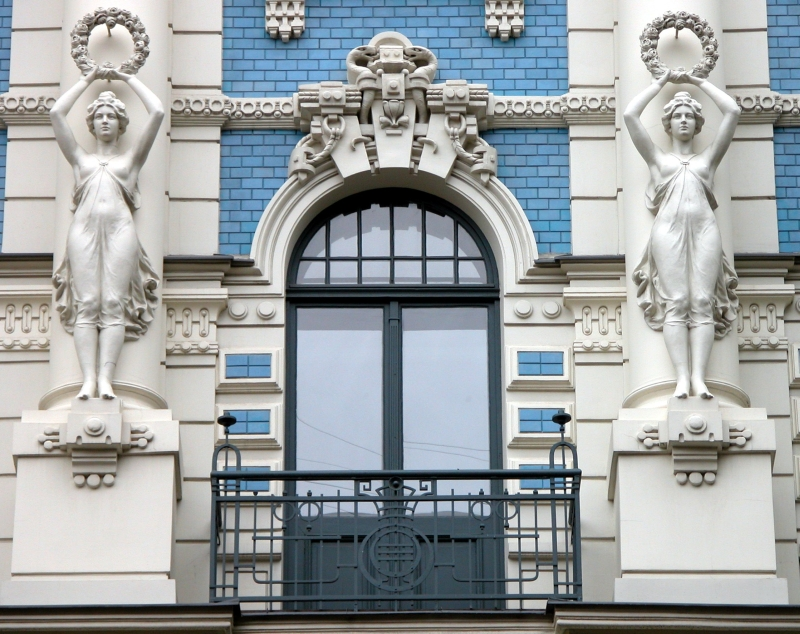
dettaglio.
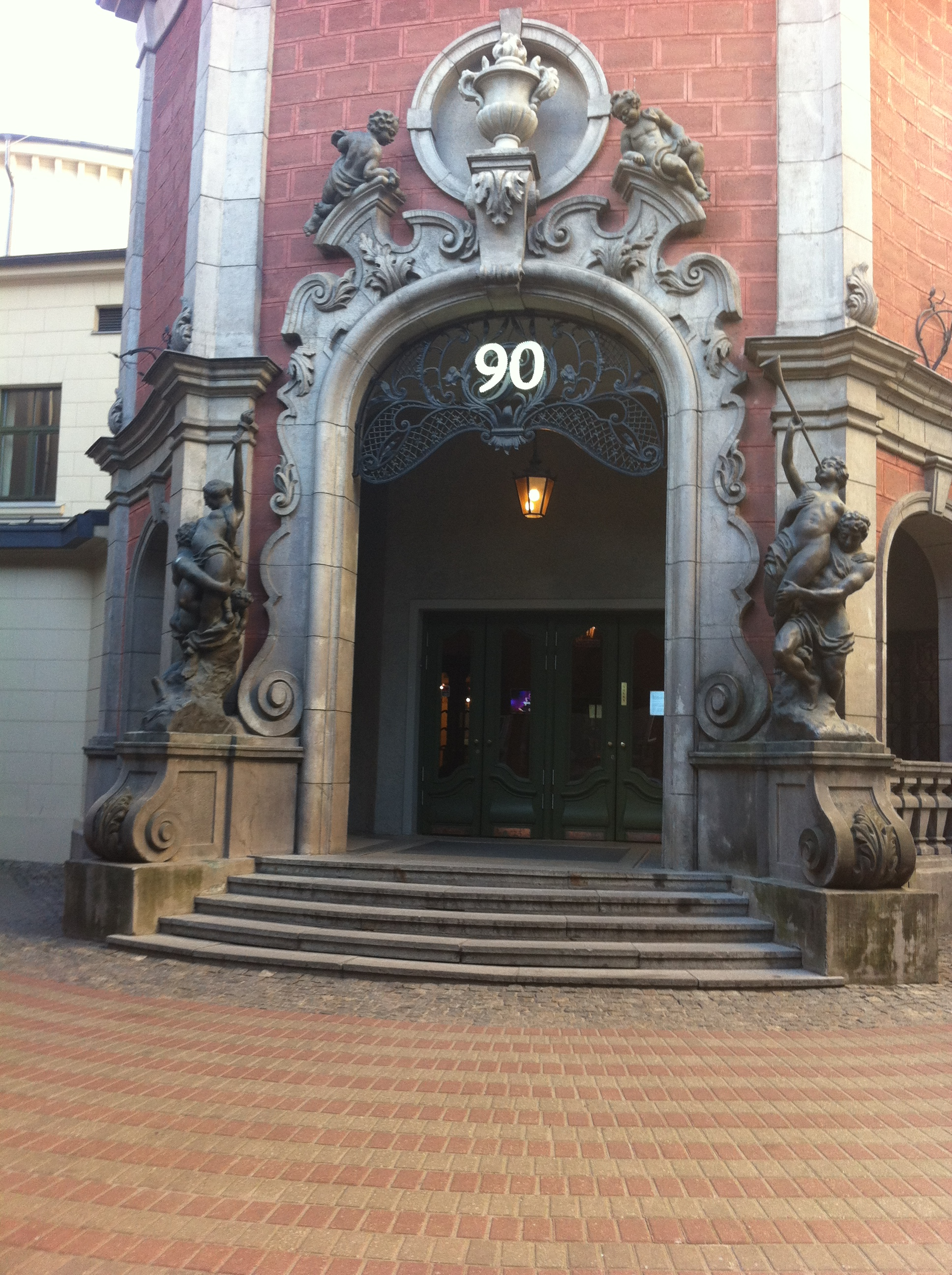
L'ingresso del "Palazzo Splendido".